# Liste der Monuments historiques in Ronchin
Die Liste der Monuments historiques in Ronchin führt die Monuments historiques in der französischen Gemeinde Ronchin auf.

## Liste der Bauwerke
| Bezeichnung         | Beschreibung                                            | Standort | Kennzeichnung | Schutzstatus | Datum | Bild           |
| ------------------- | ------------------------------------------------------- | -------- | ------------- | ------------ | ----- | -------------- |
| Kirche Ste-Rictrude | Erbaut im 11. Jahrhundert, Turm aus dem 16. Jahrhundert | (Lage)   | PA00107787    | Classé       | 1920  | weitere Bilder |